# ماكسيميليانو ستانيك
ماكسيميليانو ستانيك (بالإسبانية: Maximiliano Stanic)‏ مواليد 2 ديسمبر 1978 في مورون، بوينس آيرس، الأرجنتين، هو لاعب كرة سلة أرجنتيني. بدأ مسيرته الاحترافية في سنة 1997. يلعب في دوري كرة السلة الوطني الأرجنتيني كلاعب هجوم خلفي.

## المسيرة الاحترافية
لعب مع بوكا جونيورز في موسم 2001–2002، ثم لعب مع أورورا باسكت ييزي في موسم 2002–2003، ثم لعب مع سكافاتي باسكت من سنة 2003 إلى 2006، ثم لعب مع فيكتوريا يبرتاس بيزارو في الدوري الإيطالي في موسم 2008–2009، ثم لعب مع أوبرادويرو لكرة السلة في الدوري الإسباني في موسم 2009–2010، ثم لعب مع نادي بلد الوليد لكرة السلة من سنة 2001 إلى 2011.

## روابط خارجية
- ماكسيميليانو ستانيك على موقع الاتحاد الدولي لكرة السلة (الإنجليزية)
- ماكسيميليانو ستانيك على موقع الدوري الإسباني لكرة السلة (الإسبانية)
- ماكسيميليانو ستانيك على موقع كرة السلة الأوروبية.كوم (الإنجليزية)
- ماكسيميليانو ستانيك على موقع ريلجم (الإنجليزية)
- ماكسيميليانو ستانيك على موقع بروبوليرز (الإنجليزية)
- ماكسيميليانو ستانيك على موقع سبورتس رفرنس (الإنجليزية)